# Теричола
Теричола (итал. Terricciola) је насеље у Италији у округу Пиза, региону Тоскана.
Према процени из 2011. у насељу је живело 1035 становника. Насеље се налази на надморској висини од 182 м.

## Становништво
Према резултатима пописа становништва 2011. у општини је живело 4.511 становника.
| 1931. | 1936. | 1951. | 1961. | 1971. | 1981. | 1991. | 2001. | 2011. |
| ----- | ----- | ----- | ----- | ----- | ----- | ----- | ----- | ----- |
| 5.471 | 5.664 | 5.509 | 4.730 | 4.032 | 3.876 | 3.815 | 3.939 | 4.511 |